# Food For Thought
Food For Thought eller, efter inledningorden, Ivory Madonna är en reggaelåt skriven och inspelad av den engelska gruppen UB40. Den släpptes som singel med dubbel A-sida i februari 1980 och togs med på deras första studioalbum Signing Off samma år.

## Beskrivning och historik
I en intervju säger UB40:s Robin Campbell att han skrev texten en jul i sin lägenhet i Birmingham och att han inspirerades av svält i Afrika. Bandet gjorde musiken tillsammans. De framträdande saxofoninslagen ger intryck av cirkusmusik.

## Singeln och dess andra sida
När UB40 var förband till The Pretenders kunde de utge sin första EP på det lilla skivbolaget Graduate Records. På den andra sidan finns låten "King", som handlar om Martin Luther King.

## Listplaceringar
Singeln "King/Food For Thought" nådde fjärde plats på den brittiska singellistan i april 1980. I Nya Zeeland blev den listetta.
| Lista          | Position |
| -------------- | -------- |
| Nya Zeeland    | 1        |
| Storbritannien | 4        |

### Fotnoter
1. 1 2  ”How I wrote 'Food for Thought'”. Songwriting (15 september 2013). http://www.songwritingmagazine.co.uk/interviews/how-i-wrote-food-for-thought-by-ub40s-robin-campbell/12684. Läst 1 september 2015.
2. ↑  ”King/Food for thought”. Official Charts. http://www.officialcharts.com/search/singles/king_slash_food%20for%20thought/. Läst 2 september 2015.